# Ken Ludwig
Ken Ludwig Kenneth D. Ludwig művészneve (York, Pennsylvania, 1950. március 15. –) amerikai drámaíró és színházi rendező, akinek munkáit több mint 25 országban, több mint 20 nyelven mutatták be.

## Magánélete
Ken Ludwig a pennsylvaniai York városban született. Apja orvos volt, anyja pedig korábban Broadway-kóristalány. A York Suburban Senior High Schoolban tanult, York PA. Diplomát szerzett a Haverford College-ban, a Harvard Egyetemen (ahol Leonard Bernsteinnél tanult zenét), a Harvard Law Schoolon és a Cambridge-i Egyetemen (Trinity College). Bátyja, Eugene Ludwig Bill Clinton elnök pénzügyi felügyelőjeként szolgált. 

## Pályája
Ken Ludwig első Broadway-darabja, a Lend Me a Tenor (1989), amelyet Frank Rich, a The New York Times munkatársa „egy élő író két nagy bohózata egyikének” nevezett, három Tony-díjat nyert, és kilencre jelölték. Második Broadway- és West End-produkciója, a Crazy for You (1992) több mint öt évig futott, és elnyerte a Tony-díjat, a Drama Desket, az Outer Critics Circle-t, az LA Drama Critics Circle-t, a Helen Hayest és a Laurence Olivier-díjat a legjobb musical kategóriában. További Broadway-darabok: Moon Over Buffalo (1995) Carol Burnett-tel és Lynn Redgrave-vel (a Broadway-n), valamint Frank Langella és Joan Collins a londoni Old Vicben. A Broadway számára megírta a szövegkönyvet a Tom Sawyer kalandjait (2001) zenei adaptációjához, valamint a klasszikus Ben Hecht – Charles MacArthur-darab új adaptációjához, a Huszadik századhoz (2004), Alec Baldwin és Anne Heche főszereplésével. A Lend Me A Tenor felújítása 2010-ben ment a Broadway-n, Tony Shalhoub és Justin Bartha főszereplésével.
Ludwig további munkái közé tartozik a Shakespeare in Hollywood, amelyet 2003-ban a washingtoni Arena Stage-ben mutattak be, és elnyerte az év legjobb színdarabjának járó Helen Hayes-díjat; Leading Ladies, amelynek premierje az Alley Theatre-ben volt a Cleveland Play House-zal közösen 2004-ben; Be My Baby, az Alley Theatre-ben 2005-ben, Hal Holbrookkal, Dixie Carterrel és Thornton Wilder adaptációjának befejezése George Farquhar The Beaux' Stratagem című restaurációs vígjátékából, amelyet a washingtoni Shakespeare Theatre Company színre vitt 2006-ban. A három testőr Ludwig adaptációja 2006 decemberében jelent meg az angliai Bristol Old Vicben.
Ludwig adaptációt írt Robert Louis Stevenson A kincses sziget című művéből, amelyet 2007 áprilisában mutattak be az Alley Theatre-ben, 2008-ban a Theatre Royalban, a londoni West End Haymarketben játszották, és elnyerte az AATE Distinguished Play Award díjat az év legjobb adaptációja kategóriában. George és Ira Gershwin Egy amerikai Párizsban című filmjének egy másik színpadi adaptációját a houstoni Alley Theatre-ben mutatták be Gershwinék Egy amerikai Párizsban című filmjében 2008 májusában.
Ludwig drámája, A Fox on the Fairway, a golf világában játszódó vígjáték, 2010 októberében mutatták be a Virginia állambeli Arlington városi Signature Theatre-ben John Rando rendezésében.
A The Game's Afoot Ludwig vígjáték-rejtélye William Gillette színészről, aki Sherlock Holmes szerepét alkotta meg. 2011 novemberében mutatták be a Cleveland Play House-ban, Aaron Posner rendezésében, Donald Sage Mackay és Rob McClure közreműködésével, és 2012-ben elnyerte az év legjobb rejtélyének járó Edgar Allan Poe-díjat.
Első gyerekeknek szóló darabjának, a Twas The Night Before Christmas-nek világpremierje 2011 novemberében indult a The Adventure Theatre-ben (Glen Echo Park, Maryland). Fiával, Jack Ludwiggal közösen írták Charles Dickens Karácsonyi énekének adaptációját Tiny Tim's Christmas Carol címmel, amelyet szintén a The Adventure Theatre-ben mutattak be 2014 novemberében. Baskerville: A Sherlock Holmes-rejtély című drámáját koprodukcióban mutatták be az Arena Stage-ben (Washington) 2015 januárjában és a McCarter Theatre Centerben 2015 márciusában.
Drámája, A tenorok vígjátéka 2015 szeptemberében mutatkozott be a Cleveland Playhouse-ban a McCarter Színházközponttal koprodukcióban, Rob McClure főszereplésével. A darabban a Lend Me A Tenor több szereplője is szerepel, és az 1930-as évek Párizsában játszódik. A darabot 2015 októberében mutatták be a McCarter Színházban.
Az Agatha Christie Estate felkérésére színpadi darabra adaptálta Agatha Christie Gyilkosság az Orient Expresszen című regényét, amelynek premierje a McCarter Theatre Centerben (Princeton, New Jersey), 2017. március 14-én volt Emily Mann rendezésében. A szereplők között Allan Corduner Hercule Poirot nyomozóként, Veanne Cox Dragomiroff hercegnőként, Maboud Ebrahimzadeh Michel, Julie Halston Mrs. Hubbard, Susannah Hoffman mint Mary Debenham, Alexandra Silber mint Andrenyi grófnő, Juha Sorola mint MacQueen, Samantha Steinmetz mint Greta Ohlsson, Max von Essen mint Ratchett/Col. Arburthnot és Evan Zes Bouc szerepében.
2019 decemberében Ludwig Dear Jack, Dear Louise című darabja mutatkozott be az Aréna Színpadon. Kedves Jack! Kedves Louise a szülei udvarlásának története a második világháború alatt, amikor édesapja, Jacob S. Ludwig, az amerikai hadsereg kapitánya Oregonban állomásozott, és levelezőtársa lett anyjának, Louise Rabinernek, aki egy feltörekvő színésznő volt New Yorkban. Leveleken és táviratokon keresztül ismerkedtek meg és szerettek egymásba.
További alkotásai közé tartozik a Sullivan & Gilbert, amely a Kennedy Center for the Performing Arts és a Kanadai Nemzeti Művészeti Központ koprodukciója volt, Fritz Weaver és Noel Harrison főszereplésével. A darabot az ottawai kritikusok 1988 legjobb színdarabjának választották. Új adaptációt írt a Hol van Charley? a Kennedy Centerhez, az Isteni tűzhöz és egy rejtélyhez, a Postmortemhez. Társszerzője volt az 1990-es Kennedy Center Honorsnak, amely a CBS televízióban jelent meg, és Emmy-díjra jelölték. A televízió számára is írt egy pilotot Carol Channingnek. A filmhez ő írta a Lend Me a Tenor forgatókönyvét a Columbia Pictures számára, a Muppet Movie eredeti vázlatát a Disney Films számára és az All Shook Up a Touchstone Pictures számára, amelyet Frank Oz rendezett.

### Egyéb díjai
2014-ben Ludwig Falstaff-díjat nyert a Penguin Random House által kiadott „Hogyan tanítsuk meg Shakespeare-t a gyerekeknek” című könyvéért a „Legjobb könyv, kiadvány vagy felvétel” kategóriában. További kitüntetések közé tartozik két Olivier-díj, három Tony-díj jelölés, két Tony-díj, két Helen Hayes-díj, az Edgar Allan Poe-díj, az Edwin Forest-díj az amerikai színháznak nyújtott szolgálatokért, a Pennsylvania kormányzójának művészeti kiválóságért járó díja, a Samuel French Award. és a York Egyetem tiszteletbeli doktori címe.
2006-ban a The Times mondta Ludwigról: „Aligha van olyan regionális színház Amerikában, amelynek ne lenne műsorra tűzve egy műve.” Munkáját a világ több mint 25 országában mutatták be, és legalább 16 nyelvre fordították le.
Ludwig jelenleg a Gulfshore Playhouse Művészeti Tanácsadó Testületének tagja. 

## Színdarabjai
- Legyél a babám
- Kedves Jack, kedves Louise[19]
- A komédia istenei[20]
- Vezető hölgyek
- Adj kölcsön egy tenort
- Hold Buffalo felett
- Halál utáni
- Shakespeare Hollywoodban (2003)[21]
- A róka a hajóúton
- Nyárközép/mez[22]
- Gyilkosság az Orient Expresszen
- A játék zajlik[23]
- Huszadik század[24]
- „Volt a karácsony előtti éjszaka[25]
- A három testőr[26]
- Kincses sziget[27]
- The Beaux' Stratagem[28]
- Tiny Tim karácsonyi éneke[29]
- Baskerville: Sherlock Holmes-rejtély[30]
- Tenorok vígjátéka[31]
- Sherwood: Robin Hood kalandjai[32]

## Musicaljei
- Megőrülök érted (1992)
- Sullivan és Gilbert (1998)
- Tom Sawyer kalandjai (2001)
- Egy amerikai Párizsban (2008)[33]

## Fordítás
- Ez a szócikk részben vagy egészben  a   Ken Ludwig című angol Wikipédia-szócikk ezen változatának fordításán alapul.  Az eredeti cikk szerkesztőit annak laptörténete sorolja fel. Ez a jelzés csupán a megfogalmazás eredetét és a szerzői jogokat jelzi, nem szolgál a cikkben szereplő információk forrásmegjelöléseként.